# Microtus longicaudus
Microtus longicaudus és una espècie de talpó que es troba a l'oest de Nord-amèrica (des d'Alaska fins a Califòrnia).